# مکان گور قدیم (شهر گور)
مکان گور قدیم (شهر گور) مربوط به دوره اشکانی پارت، ساسانی، اسلامی و دوره سلجوقیان است و در شهرستان فیروزآباد واقع است. این اثر در تاریخ ۲۴ شهریور ۱۳۱۰ با شمارهٔ ثبت ۱۷ به‌عنوان یکی از آثار ملی ایران به ثبت رسیده است.